# Obermotzing
Obermotzing ist ein Gemeindeteil der Gemeinde Aholfing und eine Gemarkung im niederbayerischen Landkreis Straubing-Bogen. Bis 1975 bildete es eine selbstständige Gemeinde.

## Lage
Das Kirchdorf Obermotzing liegt etwa zweieinhalb Kilometer südöstlich von Aholfing nördlich der Alten Laaber und westlich des Obermotzinger Altwassers.
Die Gemarkung Obermotzing mit einer Fläche von 1325,08 Hektar liegt vollständig im Gemeindegebiet von Aholfing. Auf ihr liegt nur der Aholfinger Gemeindeteil Obermotzing.

## Geschichte
1376 vermachte Leutwein der Rainer von Rain der Kapelle auf dem Petersfriedhof zu Straubing seine zwei Höfe in Obermotzing. Von dem Straubinger Bürger Hermann Zeller erwarb Heimeran der Rainer von Rain 1450 Obermotzing „samt aller Herrlichkeit“. Fortan blieben die Rainer Herren über die Hofmark Obermotzing. 1599 gehörte Obermotzing zum Oberamt Alburg im Landgericht Straubing. Das ehemalige Schloss Obermotzing ist nicht erhalten.
Nach der Gemeindebildung zu Beginn des 19. Jahrhunderts unterstand die Ruralgemeinde Obermotzing gemeindlich dem Landgericht Straubing, gerichtlich aber dem Patrimonialgericht I. Klasse Rain bis zu dessen Auflösung und Einverleibung in das Landgericht Straubing 1848.
Am 1. Januar 1975 wurde im Zuge der Gebietsreform in Bayern aus den Gemeinden Aholfing, Niedermotzing und Obermotzing die neu formierte Gemeinde Aholfing gebildet.

## Sehenswürdigkeiten
Siehe auch: Liste der Baudenkmäler in Obermotzing
- Filialkirche St. Georg. Der Chor der zur Pfarrei Niedermotzing gehörenden Kirche ist spätromanisch, das barocke Langhaus wurde 1880 verlängert.

## Erziehung
- Kindergarten St. Johannes Nepomuk. Der gemeindliche Kindergarten in Obermotzing besteht seit September 1991.

## Vereine
- Freiwillige Feuerwehr Obermotzing. Die früheren örtlichen Feuerwehren Aholfing, Obermotzing und Niedermotzing wurden am 1. Mai 2007 zur Freiwilligen Feuerwehr der Gemeinde Aholfing zusammengelegt. Die drei Feuerwehrvereine bestehen unverändert weiter. Das neue Feuerwehrhaus in Obermotzing wurde zusammen mit dem neuen Löschgruppenfahrzeug LF 10/6 am 9. Dezember 2009 in Betrieb genommen und am 25. April 2010 eingeweiht.
- EC Obermotzing 1963 e.V.
- Krieger- und Soldatenkameradschaft Ober-/Niedermotzing
- Schützenverein „Jagabluat“ Motzing
- SKC Motzing  (Kegelverein)
- Sportverein Motzing e. V., gegründet 1946